# Discografia de JoJo
JoJo, nome artístico de Joanna Noëlle Levesque, é uma atriz, cantora e compositora norte-americana de Pop, R&B e Soul Music. Sua carreira musical consiste em três álbuns de estúdio, duas mixtapes, três EP's, nove singles oficiais, quinze videoclipes. Além de singles promocionais, parcerias e canções que apareceram em trilhas sonoras de filmes e seriados.
Ao longo de sua carreira já vendeu mais de 15 milhões de álbuns mundialmente e13 milhões de downloads digitais, apenas nos Estados Unidos.

## Álbuns de estúdio
| Ano  | Detalhes | Posições nas paradas | Posições nas paradas | Posições nas paradas | Posições nas paradas | Posições nas paradas | Posições nas paradas | Vendas                                  |
| Ano  | Detalhes | EUA                  | UK                   | CAN                  | NZL                  | AUS                  | SUI                  | Vendas                                  |
| ---- | --- | -------------------- | -------------------- | -------------------- | -------------------- | -------------------- | -------------------- | --------------------------------------- |
| 2004 | JoJo - Lançado: 22 de junho de 2004 - Gravadora: Blackground Records - Formatos: CD, download digital             | 4                    | 22                   | 23                   | 36                   | 86                   | 30                   | - : 3,000,000 - : 1,300,000 - : 100,000 |
| 2006 | The High Road - Lançado: 17 de outubro de 2006 - Gravadora: Blackground Records - Formatos: CD, download digital  | 3                    | 24                   | 12                   | —                    | —                    | 96                   | - : 3,000,000 - : 538,000 - : 50,000    |
| 2016 | Mad Love - Lançado: 16 de outubro de 2016 - Gravadora: Atlantic Records - Formatos: CD, download digital, LP      | 6                    | 46                   | 22                   | —                    | 4                    | —                    | - : 111,000 - : 70,000                  |
| 2020 | Good to Know - Lançado: 01 de maio de 2020 - Gravadora: Warner, Clover Music - Formatos: CD, download digital, LP | 33                   | —                    | —                    | —                    | —                    | —                    | - : 15,000                              |

### Mixtapes
| Ano  | Detalhes |
| ---- | --- |
| 2010 | Can't Take That Away From Me - Lançamento: 7 de setembro de 2010 - Gravadora: Independente - Formato: Download digital |
| 2012 | Agápē - Lançamento: 20 de dezembro de 2010 - Gravadora: Independente - Formato: Download digital                       |

### Extended plays (EPs)
| Ano  | Detalhes                                                                                                |
| ---- | --- |
| 2014 | #LoveJo - Lançamento: 14 de Fevereiro de 2014 - Formato: Digital download - Gravadora: Atlantic Records |
| 2015 | III. - Lançamento: 20 de Agosto de 2015 - Formato: Digital download - Gravadora: Atlantic Records       |
| 2015 | #LoveJo2 - Lançamento: 18 de Dezembro 2015 - Formats: Digital download - Gravadora: Atlantic Records    |

## Singles
| Ano  | Canção                               | Posições nas paradas musicais | Posições nas paradas musicais | Posições nas paradas musicais | Posições nas paradas musicais | Posições nas paradas musicais | Posições nas paradas musicais | Posições nas paradas musicais | Certificações                                             | Álbum         |
| Ano  | Canção                               | EUA                           | UK                            | AUS                           | BEL                           | HOL                           | IRL                           | NZL                           | Certificações                                             | Álbum         |
| ---- | ------------------------------------ | ----------------------------- | ----------------------------- | ----------------------------- | ----------------------------- | ----------------------------- | ----------------------------- | ----------------------------- | --------------------------------------------------------- | ------------- |
| 2004 | "Leave (Get Out)"1                   | 12                            | 2                             | 2                             | 1                             | 1                             | 3                             | 2                             | - : 5× Platina - : 3× Platina - : Diamante - : 7× Platina | JoJo          |
| 2004 | "Baby It's You" (com Bow Wow)        | 22                            | 5                             | 9                             | 41                            | 11                            | 38                            | 10                            | - : 3× Platina - : 5× Platina                             | JoJo          |
| 2005 | "Not That Kinda Girl"                | —                             | 7                             | 52                            | —                             | 34                            | —                             | —                             |                                                           | JoJo          |
| 2006 | "Too Little Too Late"                | 3                             | 1                             | 1                             | 1                             | 1                             | 2                             | 1                             | - : Diamante : 9× Platina - : 11× Platina - : 6× Platina  | The High Road |
| 2006 | "How to Touch a Girl"                | —                             | 4                             | 1                             | 12                            | 37                            | 10                            | 86                            |                                                           | The High Road |
| 2007 | "Anything"                           | —                             | 21                            | —                             | —                             | —                             | 18                            | —                             |                                                           | The High Road |
| 2011 | "Disaster"                           | 87                            | —                             | —                             | —                             | —                             | —                             | —                             |                                                           | —             |
| 2015 | "When Love Hurts"                    | —                             | —                             | —                             | —                             | —                             | —                             | —                             |                                                           | III.          |
| 2016 | "Fuck Apologies" (feat. Wiz Khalifa) | —                             | 104                           | —                             | —                             | —                             | —                             | —                             |                                                           | Mad Love      |

## Singles Promocionais
| 2004 | "Back and Forth"                                   | —  | —  | JoJo                         |
| 2007 | "Coming for You"                                   | —  | —  | The High Road                |
| 2007 | Beautiful Girls Reply"                             | 39 | —  | Sem álbum                    |
| 2010 | "In the Dark"                                      | —  | —  | Can't Take That Away from Me |
| 2010 | "Boy Without a Heart"                              | —  | —  | Can't Take That Away from Me |
| 2012 | "Sexy to Me"                                       | —  | —  | Sem álbum                    |
| 2012 | "Demonstrate"                                      | —  | —  | Sem álbum                    |
| 2012 | "We Get By"                                        | —  | —  | Agápē                        |
| 2012 | "Andre"                                            | —  | —  | Agápē                        |
| 2015 | "Say Love"                                         | —  | 34 | III.                         |
| 2015 | "Save My Soul"                                     | —  | 33 | III.                         |
| 2016 | "Music."                                           | —  | —  | Mad Love.                    |
| 2016 | "Mad Love."                                        | —  | —  | Mad Love.                    |
| 2016 | "FAB." (feat. Remy Ma)                             | —  | 28 | Mad Love.                    |
| 2017 | "Wonder Woman"                                     | —  | —  | Sem álbum                    |
|      | "—" Não foi lançado no país ou não entrou no chat. |    |    |                              |

## Participações
| Ano  | Canção                                                 | Álbum                               |
| ---- | ------------------------------------------------------ | ----------------------------------- |
| 2005 | "Come Together Now" (com Artists for Hurricane Relief) | Hurricane Relief: Come Together Now |
| 2009 | "Lose Control" (Timbaland feat. JoJo)                  | Timbaland Presents Shock Value II   |
| 2009 | "Timothy Where You Been" (Timbaland feat. Jet & JoJo)  | Timbaland Presents Shock Value II   |
| 2011 | "Sucks to Be You" (Clinton Sparks feat. LMFAO & JoJo)  | My Awesome                          |
| 2014 | "Touch Down" (Komi Koda feat. JoJo)                    | Bon Voyage                          |
| 2016 | "Recognize" (Skizzy Mars feat. JoJo)                   | Alone Together                      |

## Trilhas Sonoras
| Ano  | Canção                                                                                                | Filme                              |
| ---- | --- | ---------------------------------- |
| 2004 | "Secret Love"                                                                                         | Shark Tale                         |
| 2006 | "The Way You Do Me"                                                                                   | CSI: Nova Iorque                   |
| 2007 | "Coming for You"                                                                                      | As Apimentadas: Entrar para Ganhar |
| 2009 | "If You Dream" (com Tank, Toni Braxton, Faith Evans, Jordin Sparks, Charlie Wilson, Tyrese e Omarion) | More Than a Game                   |
| 2018 | "Don't Wake Me Up"                                                                                    | Extinction                         |

## Videoclipes
| Ano  | Música                               | Diretor(es)                        |
| ---- | ------------------------------------ | ---------------------------------- |
| 2004 | "Leave (Get Out)"                    | Erik White                         |
| 2004 | "Baby It's You" (feat. Bow Wow)      | Erik White                         |
| 2005 | "Not That Kinda Girl"                | Eric Williams & Randy Marshall     |
| 2006 | "Too Little Too Late"                | Chris Robinson                     |
| 2006 | "How to Touch a Girl"                | Syndrome                           |
| 2010 | "In the Dark"                        | Nicole Ehrlich & Clarence Fuller   |
| 2011 | "Disaster"                           | Benny Boom                         |
| 2013 | "Andre"                              | Patrick "Embryo" Tapu              |
| 2015 | "When Love Hurts"                    | Patrick "Embryo" Tapu              |
| 2015 | "Say Love"                           | Patrick "Embryo" Tapu              |
| 2015 | "Right On Time"                      | Reinaldo Irizarry & Kiley Martinez |
| 2016 | "Save My Soul"                       | Zelda Williams                     |
| 2016 | "Music."                             |                                    |
| 2016 | "Fuck Apologies" (feat. Wiz Khalifa) | Francesco Carrozzini               |
| 2016 | "FAB." (feat. Remy Ma)               | Wes Teshome                        |